# 美丽龙胆
美丽龙胆（学名：Gentiana formosa）是龙胆科龙胆属的植物，为中国的特有植物。分布于中国大陆的西藏、云南等地，生长于海拔2,700米至4,200米的地区，多生长于林中或山坡草地，目前尚未由人工引种栽培。